# سايه خوش
 سایه‌خوش بالفارسية (روستاى سایه‌خوش) قرية صغيرة تتبع البلدة المركزية (بالفارسية: بخش مرکزی شهرستان بندر لنگه) من توابع مدينة لنجة وتقع في محافظة هرمزگان في جنوب إيران. تبعد عن مدينة بندر لنجة حوالي 55 كيلومتراً وتقع على جانب الجنوبي من الطريق الرئيسي الذي يربط مدينة لنجة بـمدينة بندر عباس .

## السكان
يبلغ عدد سكان القرية حسب تعداد السكان لعام 2006 للميلاد، (1200) نسمه تشكل (110 عائلة) ، من أهل السنة والجماعة وعلى المذهب الشافعي. و يتكلمون الفارسية، لهم عدة مساجد، ومدرسة، وعيادة صحية صغيرة، وبركتان لحفظ مياه الأمطار، وميناء بحري صغير. يقوم السكان بالتجارة وصيد الأسماك والزراعة ، و تربية المواشي والأغنام.